# Nicolás Tagliafico
Nicolás Alejandro Tagliafico (Rafael Calzada, 31 de agosto de 1992) es un futbolista argentino que juega como defensor en el Olympique de Lyon. Es internacional con la Selección Argentina desde 2017.

## Biografía
Tiene ascendencia italiana por parte de ambos padres ya que sus abuelos paternos son de la ciudad de Génova y sus abuelos maternos son de la ciudad de Lamezia Terme. Es por eso que Tagliafico tiene ciudadanía italiana.

## Trayectoria

### Baby Futbol (Futbol 5)
Antes de realizar inferiores en C.A. Banfield, se desempeñó de forma amateur en el Club Atlético Social y Deportivo Rafael Calzada, club de barrio del que es oriundo. En dicho club se lo recuerda con cuadros e imágenes, junto a otros futbolistas de talla mundial que pasaron por la institución, tales como Héctor "El Negro" Enrique (campeón mundial) y Fernando Redondo, consagrado futbolista.

### Banfield
Tagliafico realizó todas las divisiones inferiores en el Club Atlético Banfield. Desde 2010 integraba la nómina de la plantilla profesional del Taladro, siendo que se le había otorgado la camiseta N°31. Debutó con la camiseta de Banfield ante Tigre en la quinta fecha del Torneo Clausura 2011 ingresando al minuto 72, en un partido que terminó 2:1 a favor de Banfield.
Convirtió su primer gol en la Primera División ante San Lorenzo en la fecha 11 del Torneo Clausura 2012, mediante un cabezazo en una de las últimas jugadas del partido.
En la última fecha del Torneo Clausura 2012, tras malos resultados futbolísticos del equipo en la temporada, Banfield descendió a la Primera B Nacional.
Finalmente, el 30 de agosto de 2012, Tagliafico fue cedido a préstamo por un año sin opción de compra al Real Murcia, de la Segunda División de España, desestimando así Banfield las ofertas que el club había recibido por parte de Independiente, River Plate y Racing Club.

### Préstamo al Real Murcia
Tagliafico dejó Banfield a mediados de 2012. Al principio de la temporada no tuvo participación y tuvo que pelear el puesto.

### Regreso a Banfield y ascenso a Primera División
Volvió al Club Atlético Banfield para lograr el ascenso a la Primera División Argentina siendo una de las figuras del equipo de Matías Almeyda, disputó también el Torneo de Transición 2014.

### Independiente
Arribó a la institución de Avellaneda el 10 de febrero de 2015 y firmó por cuatro temporadas. Debutó oficialmente con Independiente en un partido contra Newell's Old Boys. El encuentro finalizó 3:2 a favor de Independiente.
Desde que jugó su primer partido se adueñó del puesto de lateral izquierdo. Si bien en los primeros partidos tuvo un rendimiento discreto, con el correr de las fechas se fue consolidando y llegó a ocupar un rol muy importante en la conformación del equipo titular.
En su primera temporada en Independiente, Tagliafico jugó treinta y ocho partidos entre el Campeonato de Primera División, la Copa Argentina y la Copa Sudamericana. Fue reemplazado antes de que finalicen los noventa minutos únicamente ante Independiente Santa Fe en un encuentro por la Copa Sudamericana. Marcó su primer gol ante River Plate en la victoria 3:0 por la fecha 27 del torneo.
Ya para su segunda temporada en el club de Avellaneda, "Taglia", como lo apodó la hinchada, se notaba mucho más seguro tanto en la marca como en el despliegue futbolístico en ataque. Marco su segundo gol contra Banfield (su exequipo) en la fecha 7 del Torneo Transición 2016.
Gracias a que su rendimiento en el equipo, ya en 2017, con Ariel Holan como entrenador, se convirtió en el capitán de Independiente con tan solo veinticuatro años, tras la partida de Víctor Cuesta. En octubre de 2017, en un partido contra Club Atlético Vélez Sarsfield, Tagliafico jugó su centésimo encuentro con Independiente.
El 13 de diciembre de 2017 se consagró campeón de la copa Conmebol Sudamericana, siendo emblema del equipo y levantando la copa en el estadio Maracaná, en Río de Janeiro.

### Ajax de Ámsterdam
El 29 de diciembre de 2017, se confirma el pase del jugador al Ajax de los Países Bajos por 4 000 000 euros netos.[cita requerida]
El viernes 5 de enero de 2018 fue presentado como nuevo refuerzo del club neerlandés. Desde su llegada se convirtió en uno de los fijos en la alineación del entrenador Erik ten Hag, y pronto se convirtió en una de las revelaciones de la Eredivisie 2018-19, en la que fue elegido el Mejor Jugador de noviembre. Esa temporada acabaría con el doblete de liga y copa neerlandesa. Además, en la Liga de Campeones, donde Tagliafico fue el defensa más goleador con tres tantos, se alcanzaron las semifinales.[cita requerida]

### Olympique de Lyon
El 23 de julio de 2022 se hizo oficial su fichaje por el Olympique de Lyon por tres temporadas a cambio de 5 millones de euros.

## Selección nacional
Tagliafico fue internacional con la selección argentina en tres categorías juveniles distintas (sub-15, sub-17 y sub-20). Participó en la Copa Mundial de Fútbol Sub-17 de 2009 realizando unas buenas actuaciones y siendo titular en la mayoría de los partidos. También disputó la Copa Mundial de Fútbol Sub-20 de 2011.
El 9 de junio de 2017, Tagliafico fue convocado por primera vez a la selección absoluta por el entonces entrenador Jorge Sampaoli, para la gira de la albiceleste por Australia. Hizo su debut con el seleccionado argentino en un encuentro amistoso ante Brasil (1-0) en Melbourne, donde ingresó en el complemento, en reemplazo de José Luis Gómez.. Entrado el año 2018, Tagliafico fue citado por Sampaoli nuevamente en marzo, para disputar la doble fecha FIFA de ese mes frente a Italia (2-0) y España (1-6), y luego en mayo contra Haití (4-0), en los tres cotejos siendo un jugador titular.
Tras un gran presente en su equipo, Tagliafico sería convocado por Sampaoli como uno de los 23 futbolistas que disputarían la Copa Mundial de Fútbol de 2018 con la escuadra nacional. Allí sería titular en todos los partidos que el seleccionado argentino jugó. El combinado albiceleste quedó eliminado en los octavos de final tras perder por 4 a 3 contra Francia.
Luego del fracaso en Rusia, y tras una desprolija salida de Jorge Sampaoli, la selección entró en un interinato de tiempo indefinido liderado por Lionel Scaloni, quien sería el entrenador para afrontar los partidos amistosos del mes de septiembre frente a Guatemala y Colombia. Tagliafico sería llamado por Scaloni como parte de una renovación generacional comandada por el nuevo DT. En ausencia de Lionel Messi, Tagliafico se convertiría en el capitán de la albiceleste en ambos partidos de la gira.
Su presencia en la selección argentina se volvería indiscutida, fue convocado a la Copa América 2019,donde jugó los 6 partidos de titular, perdiendo la semifinal contra Brasil 2-0 con un cuestionoso arbitraje, pero ganando el tercer puesto por 2-1 contra Chile.
También siguió jugando en amistosos y eliminatorias, pero en 2021 volvió a ser convocado a la Copa América 2021 donde jugaría 5 de los 7 partidos, en esta edición Argentina se consagraría campeona luego de 28 años de sequía de títulos, ganándole la final 1-0 a Brasil con un gol de Ángel Di Maria.
Al año siguiente se disputó la Copa de Campeones Conmebol-UEFA, también conocida como Finalissima, donde Nicolás volvió a lucirse en un partido donde se ganó otro título, con el resultado de 3-0 contra la Italia que venía de ser campeona de la Eurocopa 2020.
Ese mismo año se jugaría el mundial de Catar 2022, y dentro de los 26 convocados del equipo de Leonel Scaloni estuvo Tagliafico, quien jugó 6 de los 7 partidos, destacándose más su participación en la semifinal y la final contra Francia, esta copa la ganó Argentina, consagrándose por tercera vez en su historia campeona del mundo, se debe destacar que en ningún partido de esta edición del mundial Tagliafico fue gambeteado.
En 2023 se jugaron amistosos y eliminatorias, en todos estando convocado Nicolás, el 3 de la selección. Marcó su primer gol con la selección argentina el 12 de septiembre de 2023 contra Bolivia.
En 2024, se disputó la XLVIII edición de la Copa América en Estados Unidos, Nicolás entró de suplente por Marcos Acuña en el primer partido, pero luego todos los otros partidos fue titular, donde se destacó su gran participación en todos los partidos, volviéndose Bicampeón de América tras ganar 1-0 a Colombia con gol de Lautaro Martínez en la prórroga. En esta final Tagliafico volvió a jugar todo el partido, y volviendo a no ser gambeteado en todo el torneo

### Participaciones en Copas del Mundo
| Mundial                  | Sede     | Resultado        | Partidos | Goles |
| ------------------------ | -------- | ---------------- | -------- | ----- |
| Copa Mundial Sub-17 2009 | Nigeria  | Octavos de final | 2        | 0     |
| Copa Mundial Sub-20 2011 | Colombia | Cuartos de final | 5        | 0     |
| Copa Mundial 2018        | Rusia    | Octavos de final | 4        | 0     |
| Copa Mundial 2022        | Catar    | Campeón          | 6        | 0     |

### Participaciones en Copas América
| Torneo            | Sede           | Resultado    | Partidos | Goles |
| ----------------- | -------------- | ------------ | -------- | ----- |
| Copa América 2019 | Brasil         | Tercer lugar | 6        | 0     |
| Copa América 2021 | Brasil         | Campeón      | 5        | 0     |
| Copa América 2024 | Estados Unidos | Campeón      | 6        | 0     |

#### Participaciones en Copa de Campeones Conmebol-UEFA
| Torneo                               | Sede       | Resultado | Partidos | Goles |
| ------------------------------------ | ---------- | --------- | -------- | ----- |
| Copa de Campeones Conmebol-UEFA 2022 | Inglaterra | Campeón   | 1        | 0     |

### Participaciones en Sudamericanos
| Torneo                      | Sede   | Resultado    | Partidos | Goles |
| --------------------------- | ------ | ------------ | -------- | ----- |
| Sudamericano sub-15 de 2007 | Brasil | Tercer lugar | 0        | 0     |
| Sudamericano sub-17 de 2009 | Chile  | Subcampeón   | 0        | 0     |
| Sudamericano sub-20 de 2011 | Perú   | Tercer lugar | 7        | 1     |

#### Goles internacionales
| # | Fecha                    | Lugar                                   | Rival   | Gol   | Resultado | Competición                           |
| - | ------------------------ | --------------------------------------- | ------- | ----- | --------- | ------------------------------------- |
| 1 | 12 de septiembre de 2023 | Estadio Hernando Siles, La Paz, Bolivia | Bolivia | 0 - 2 | 0 - 3     | Eliminatorias para el Mundial de 2026 |

## Estadísticas

### Clubes
Actualizado al último partido disputado el 18 de mayo de 2025.
| Club                             | Div.          | Temporada     | Liga(1) | Liga(1) | Liga(1) | Copas nacionales(2) | Copas nacionales(2) | Copas nacionales(2) | Copas internacionales(3) | Copas internacionales(3) | Copas internacionales(3) | Total | Total | Total  |
| Club                             | Div.          | Temporada     | Part.   | Goles   | Asist.  | Part.               | Goles               | Asist.              | Part.                    | Goles                    | Asist.                   | Part. | Goles | Asist. |
| -------------------------------- | ------------- | ------------- | ------- | ------- | ------- | ------------------- | ------------------- | ------------------- | ------------------------ | ------------------------ | ------------------------ | ----- | ----- | ------ |
| C. A. Banfield Argentina         | 1.ª           | 2011          | 9       | 0       | 1       | 0                   | 0                   | 0                   | —                        | —                        | —                        | 9     | 0     | 1      |
| C. A. Banfield Argentina         | 1.ª           | 2011-12       | 31      | 1       | 1       | 0                   | 0                   | 0                   | —                        | —                        | —                        | 31    | 1     | 1      |
| Real Murcia C. F. · España       | 2.ª           | 2012-13       | 27      | 0       | 1       | 1                   | 0                   | 0                   | —                        | —                        | —                        | 28    | 0     | 1      |
| Real Murcia C. F. · España       | Total club    | Total club    | 27      | 0       | 1       | 1                   | 0                   | 0                   | 0                        | 0                        | 0                        | 28    | 0     | 1      |
| C. A. Banfield Argentina         | 2.ª           | 2013-14       | 34      | 0       | 0       | 2                   | 1                   | 0                   | —                        | —                        | —                        | 36    | 1     | 0      |
| C. A. Banfield Argentina         | 1.ª           | 2014          | 14      | 1       | 0       | 0                   | 0                   | 0                   | —                        | —                        | —                        | 14    | 1     | 0      |
| C. A. Banfield Argentina         | Total club    | Total club    | 88      | 2       | 2       | 2                   | 1                   | 0                   | 0                        | 0                        | 0                        | 90    | 3     | 2      |
| C. A. Independiente Argentina    | 1.ª           | 2015          | 31      | 1       | 0       | 2                   | 0                   | 0                   | 6                        | 0                        | 0                        | 39    | 1     | 0      |
| C. A. Independiente Argentina    | 1.ª           | 2016          | 16      | 1       | 0       | 1                   | 0                   | 0                   | 4                        | 0                        | 0                        | 21    | 1     | 0      |
| C. A. Independiente Argentina    | 1.ª           | 2016-17       | 29      | 0       | 3       | 1                   | 0                   | 0                   | 4                        | 0                        | 0                        | 34    | 0     | 3      |
| C. A. Independiente Argentina    | 1.ª           | 2017          | 9       | 0       | 0       | 1                   | 0                   | 0                   | 7                        | 0                        | 0                        | 18    | 0     | 0      |
| C. A. Independiente Argentina    | Total club    | Total club    | 85      | 2       | 3       | 5                   | 0                   | 0                   | 21                       | 0                        | 0                        | 111   | 2     | 3      |
| Ajax de Ámsterdam · Países Bajos | 1.ª           | 2017-18       | 15      | 1       | 2       | —                   | —                   | —                   | —                        | —                        | —                        | 15    | 1     | 2      |
| Ajax de Ámsterdam · Países Bajos | 1.ª           | 2018-19       | 29      | 2       | 4       | 2                   | 1                   | 0                   | 15                       | 3                        | 2                        | 46    | 6     | 6      |
| Ajax de Ámsterdam · Países Bajos | 1.ª           | 2019-20       | 24      | 3       | 4       | 3                   | 0                   | 1                   | 11                       | 2                        | 2                        | 38    | 5     | 7      |
| Ajax de Ámsterdam · Países Bajos | 1.ª           | 2020-21       | 25      | 1       | 3       | 4                   | 0                   | 0                   | 11                       | 0                        | 0                        | 40    | 1     | 4      |
| Ajax de Ámsterdam · Países Bajos | 1.ª           | 2021-22       | 22      | 2       | 2       | 5                   | 1                   | 1                   | 3                        | 0                        | 1                        | 30    | 3     | 4      |
| Ajax de Ámsterdam · Países Bajos | Total club    | Total club    | 115     | 9       | 15      | 14                  | 2                   | 2                   | 40                       | 5                        | 5                        | 169   | 16    | 22     |
| Olympique de Lyon Francia        | 1.ª           | 2022-23       | 34      | 1       | 3       | 4                   | 0                   | 2                   | —                        | —                        | —                        | 38    | 1     | 5      |
| Olympique de Lyon Francia        | 1.ª           | 2023-24       | 25      | 3       | 1       | 6                   | 0                   | 0                   | —                        | —                        | —                        | 31    | 3     | 1      |
| Olympique de Lyon Francia        | 1.ª           | 2024-25       | 24      | 3       | 3       | 0                   | 0                   | 0                   | 9                        | 2                        | 0                        | 33    | 5     | 3      |
| Olympique de Lyon Francia        | Total club    | Total club    | 83      | 7       | 8       | 10                  | 0                   | 2                   | 9                        | 2                        | 0                        | 102   | 9     | 10     |
| Total carrera                    | Total carrera | Total carrera | 398     | 20      | 29      | 32                  | 3                   | 4                   | 70                       | 7                        | 5                        | 492   | 28    | 36     |

### Selección
| Sub-17 Argentina   | 2009  | 0  | 0 | —  | — | — | — | 2  | 0 | 2  | 0 |
| Sub-17 Argentina   | Total | 0  | 0 | —  | — | — | — | 2  | 0 | 2  | 0 |
| Sub-20 Argentina   | 2011  | 1  | 0 | 7  | 1 | — | — | 5  | 0 | 13 | 1 |
| Sub-20 Argentina   | Total | 1  | 0 | 7  | 1 | — | — | 5  | 0 | 13 | 1 |
| Absoluta Argentina | 2017  | 1  | 0 | -  | - | — | — | —  | — | 1  | 0 |
| Absoluta Argentina | 2018  | 7  | 0 | —  | — | — | — | 4  | 0 | 11 | 0 |
| Absoluta Argentina | 2019  | 7  | 0 | 6  | 0 | — | — | —  | — | 13 | 0 |
| Absoluta Argentina | 2020  | —  | — | 3  | 0 | — | — | —  | — | 3  | 0 |
| Absoluta Argentina | 2021  | —  | — | 8  | 0 | — | — | —  | — | 8  | 0 |
| Absoluta Argentina | 2022  | 2  | 0 | 3  | 0 | 1 | 0 | 6  | 0 | 12 | 0 |
| Absoluta Argentina | 2023  | 1  | 0 | 6  | 1 | — | — | —  | — | 7  | 1 |
| Absoluta Argentina | Total | 18 | 0 | 26 | 0 | 2 | 0 | 10 | 0 | 55 | 1 |
| Total              | Total | 19 | 0 | 33 | 1 | 1 | 0 | 17 | 0 | 70 | 2 |
| 1. 2.              |       |    |   |    |   |   |   |    |   |    |   |

## Palmarés y distinciones individuales

### Campeonatos nacionales
| Título                        | Club           | Año  |
| ----------------------------- | -------------- | ---- |
| Primera B Nacional            | C. A. Banfield | 2014 |
| Copa de los Países Bajos      | A. F. C. Ajax  | 2019 |
| Eredivisie                    | A. F. C. Ajax  | 2019 |
| Supercopa de los Países Bajos | A. F. C. Ajax  | 2019 |
| Copa de los Países Bajos      | A. F. C. Ajax  | 2021 |
| Eredivisie                    | A. F. C. Ajax  | 2021 |
| Eredivisie                    | A. F. C. Ajax  | 2022 |

### Campeonatos internacionales
| Título                          | Equipo                 | Sede           | Año  |
| ------------------------------- | ---------------------- | -------------- | ---- |
| Copa Sudamericana               | Independiente          | Río de Janeiro | 2017 |
| Copa América                    | Selección de Argentina | Brasil         | 2021 |
| Copa de Campeones Conmebol-UEFA | Selección de Argentina | Londres        | 2022 |
| Copa Mundial de Fútbol          | Selección de Argentina | Catar          | 2022 |
| Copa América                    | Selección de Argentina | Estados Unidos | 2024 |

### Distinciones individuales
| Distinción                                   | Año  |
| -------------------------------------------- | ---- |
| Parte del Equipo Ideal de América            | 2017 |
| Jugador del mes en la Eredivisie (noviembre) | 2018 |